# Riz à la morue
Le riz à la morue (en catalan, arròs de bacallà) est un plat à base de riz très représentatif des pays catalans.
La base est un sofregit auquel on ajoute de la morue dessalée et émincée et un légume frit dans la même huile (des artichauts en Catalogne ou du chou-fleur à Valence) qui a servi pour le sofregit. On incorpore ensuite du riz rond, du safran et de l'eau bouillante pour cuire le riz.